# СПАД S.61
СПАД S.61 (фр. SPAD S.61) је француски ловачки авион. Авион је први пут полетео 1923. године. 

Највећа брзина у хоризонталном лету је износила 238 km/h.

## Наоружање
| Наоружање авиона: СПАД         |                |
| Ватрено (стрељачко) наоружање  |                |
| Топ                            |                |
| Митраљез                       |                |
| Број и ознака митраљеза        | 2 Викерс (МАЦ) |
| Калибар                        | 7,7            |
| Бомбардерско наоружање (бомбе) |                |
| Ракетно наоружање (ракете)     |                |